# Sierra Peña Nevada
La Sierra Peña Nevada es un macizo montañoso ubicado en los municipios de Zaragoza y Doctor Arroyo en Nuevo León y Miquihuana en Tamaulipas, México. La montaña forma parte de la Sierra Madre Oriental, su altitud máxima es  de 3,563 metros sobre el nivel del mar, con una prominencia de 1,663 metros (Cumbre referencia: Cerro El Potosí), es también un pico ultraprominente. Debido a su ubicación aislada hay pocas y pequeñas  poblaciones cerca. Las poblaciones más cercanas son San Antonio de Peña Nevada en Doctor Arroyo y Marcela en Miquihuana.

## Características

### Topografía
La cresta tiene aproximadamente 20 km de largo con orientación de norte a sur y noroeste a suroeste. La cima de la montaña es el pico San Onofre; con 3,563 m s. n. m., que se encuentra en el municipio de Zaragoza y es la tercera cumbre más alta del estado de Nuevo León. La Peña Nevada; con 3,516 m s. n. m., se encuentra en el límite estatal entre Nuevo León y Tamaulipas, es el punto más alto del estado de Tamaulipas. El Borrado; con 3,420 m s. n. m., se encuentra en el municipio de Miquihuana y es el segundo pico más alto de Tamaulipas y el más alto que se encuentra totalmente dentro del territorio del estado de Tamaulipas.

### Ecosistema
En los alrededores y laderas de la montaña predominan los bosques de pino y de nolina.

### Climatología
El clima es subtropical húmedo (Cwa). La temperatura media anual es de 14 °C, el mes más caluroso es abril con temperatura promedio de 19 °C, y el más frío es enero con 8 °C. La precipitación media anual es de 1,075 milímetros, el mes más húmedo es septiembre con un promedio de 352 mm de precipitación y el más seco es febrero con 30 mm de precipitación.

## Deportes de Montaña
La prominencia de esta montaña la hace adecuada para el montañismo; aunque por su ubicación tan remota no es tan popular como otras de la región.